# Campo León
Campo León är en ort i Mexiko.   Den ligger i kommunen Etchojoa och delstaten Sonora, i den västra delen av landet, 1 400 km nordväst om huvudstaden Mexico City. Campo León ligger 26 meter över havet och antalet invånare är 304.
Terrängen runt Campo León är mycket platt. Runt Campo León är det ganska glesbefolkat, med 34 invånare per kvadratkilometer. Närmaste större samhälle är Navojoa, 15,7 km nordost om Campo León. Trakten runt Campo León består till största delen av jordbruksmark.